# Vasyl Fedak
Vasyl Fedak (maďarsky Fedák László, ukrajinsky Василь Васильович Федак, 15. září 1911 Užhorod – 20. října 1991 tamtéž), v Československu uváděný též jako Vasil Fedák nebo Ladislav Fedák, byl fotbalový brankář, trenér a sportovní novinář.

## Životopis
Maturoval na gymnáziu v Užhorodu a pak studoval na učitelském ústavu. Hrál za „létající učitele“ SK Rusj Užhorod. V roce 1936 vydal knihu o teorii fotbalu „Organizacija futbola“. Velkou diskuzi v československých sportovních kruzích vyvolal svým článkem o vývoji sportu na Podkarpatské Rusi v letech 1919–1936 „Semnadcat lět sportivnoj žizni na Podkarpatskoj Rusi. Podkarpatskaja Rus 1919–1936. Užhorod, 1936“.
V roce 1945 se jím sestavené podkarpatské fotbalové družstvo zúčastnilo Spartakiády Ukrajiny jako host a zvítězilo ve všech utkáních, což byl šok pro sovětské organizátory. V té době Podkarpatsko figurovalo na stránkách sovětského tisku jako chudý kraj negramotných, jejichž jedinou touhou je připojit se k bohaté Ukrajině. Po připojení Podkarpatské Rusi k SSSR jako Zakarpatská Ukrajina byl jmenován vedoucím sportovního výboru oblastní administrace. Pokusil se využít sovětský centralizovaný systém pro vývoj sportu v zemi. Vytvořil síť sportovních výborů v okresech a v podnicích. Fotbalové družstvo zastupující oblast vítězilo na celosvazové úrovni.
Těšil se velké autoritě ve sportovních kruzích v oblasti i celé Ukrajině. To se stalo pro sportovního organizátora a novináře osudným, sovětský systém neměl rád podobné autority. Byl v prosinci 1946 zatčen, obviněn z protisovětské činnosti a odsouzen k 25 letům pobytu v gulagu v Magadanské oblasti, odkud byl propuštěn v roce 1956 v době tzv. Chruščovovského tání. V letech 1956–1971 trénoval juniorský tým FK Hoverla Užhorod. Mezi hráči, které trénoval, byl mj. Stefan Reško, patnáctinásobný reprezentant Sovětského svazu a držitel bronzové medaile z Letních olympijských her 1976. Rehabilitován byl posmrtně 20. února 1992.
Ke sportovní novinařině se mohl vrátit až v době Gorbačovovy perestrojky. Napsal dějiny sportu na Podkarpatské Rusi ve 20. století „Zakarpattja v sportyvnomu vymiri, 1994“.

## Hráčská kariéra
V československé lize hrál za SK Rusj Užhorod, aniž by skóroval. Debutoval jako útočník, poté odchytal 4 zápasy jako brankář a jednou udržel čisté konto.

### Prvoligová bilance
| Ročník              | Zápasy | Góly | Minuty | Nuly | Klub            |
| ------------------- | ------ | ---- | ------ | ---- | --------------- |
| Státní liga 1936/37 | 5      | 0    | 450    | 1    | SK Rusj Užhorod |
| CELKEM              | 5      | 0    | 450    | 1    |                 |